# Ruthie Smith
Ruthie Elaine Foster Smith (* 24. November 1950 in Manchester) ist eine britische Jazzmusikerin (Alt- und Tenorsaxophon, Komposition) und Sängerin, die auch als Therapeutin tätig ist.

## Wirken
Smith studierte Englisch und Musik an der York University bis zum Bachelor. Sie sang zwischen 1971 und 1974 in der Soulband Expensive. Von 1974 bis 1976 gehörte sie zu den Stepney Sisters, einer der ersten feministischen Rockbands. Zwischen 1977 und 1980 spielte sie bei Soulyard. Dann gründete sie mit Deirdre Cartwright The Guest Stars; mit dieser Frauenband trat sie bis 1989 international auf und spielte drei Alben ein. Daneben spielte sie in den Bigbands Sisterhood of Spit und Lydia D’Ustebyn Swing Orchestra und sang bei den Hipscats. Brian Abrahams holte sie 1985 in seine District Six, mit der sie zwei Alben einspielte. Dann gründete sie ihre Band Toot Sweet, wo sie mit Jim Dvorak, Julia Doyle und Frances Knight tätig war. Das Arts Council of Britain gab ihr ein Kompositionsstipendium. Sie ist auch auf Alben von Harry Mosco zu hören.
Später war sie als umze (Gesangsleiter) in einer internationalen Organisation des tibetischen Buddhismus tätig und trat in Europa, den USA, Indien und Nepal bei zahlreichen Ereignissen auf.

## Diskographische Hinweise
- Sacred Chants & Mantras for Healing and Blessing (2015)

## Lexikalische Einträge
- The International Who's Who in Popular Music 2002 Europa Publications: London 2002, S. 425